# Nemoptera rachelii
Nemoptera rachelii is een insect uit de familie van de Nemopteridae, die tot de orde netvleugeligen (Neuroptera) behoort. 
Nemoptera rachelii is voor het eerst wetenschappelijk beschreven door U. Aspöck et al. in 2006.